# Gaja Lombardi Cenciarelli
Gaja Lombardi Cenciarelli (Roma, 1968) è una scrittrice e traduttrice italiana.

## Biografia
Laureata in lingue e specializzata in letteratura anglo-irlandese, traduce letteratura e saggistica dei paesi di lingua inglese. Fra le altre, è autrice della versione italiana di opere di Edith Wharton, Margaret Atwood, Flannery O'Connor, Will Self, Laura Kipnis, Robert Nathan, Kevin Brockmeier e Margo Lanagan.
Fra le sue opere, Extra omnes (2006, Zona), sul rapimento di Emanuela Orlandi, Sangue del suo sangue (2011, Nottetempo), incentrato su un assassinio perpetrato dalle Brigate Rosse, Pensiero stupendo nasce un poco strisciando (2015, Lite-Editions), parodia della storia di Adamo ed Eva, e La nuda verità (2018, Marsilio Editori). Il romanzo Domani interrogo viene presentato al Premio Strega 2023 da Lorenzo Pavolini, ma non rientra nella cinquina.
Partecipa inoltre a diverse antologie di racconti, inclusa l'antologia di esordio della Carboneria Lettararia, Primo incontro, e collabora con le riviste Linus, Accattone e Carta, e con i quotidiani Il Dubbio e Il Riformista. Fa parte del comitato editoriale della rivista Nuovi Argomenti.

### Altre attività
È docente di Lingua e letteratura inglese in un liceo romano. Ha raccontato la sua esperienza di insegnante durante la pandemia di Covid-19 sul quotidiano il manifesto. Con Nadia Terranova ed Elena Stancanelli fa parte di Piccoli maestri, un'associazione che si pone l'obiettivo di promuovere la lettura nelle scuole.

## Opere

### Narrativa
- Gaja Lombardi Cenciarelli, Colori, Stagno, 1997.
- Gaja Lombardi Cenciarelli, Il cerchio, Edizioni Empirìa, 2003, ISBN 9788887450316.
- Gaja Lombardi Cenciarelli, Espiazione 2.0, Senzapatria Editore, 2010, ISBN 9788897006060.
- Gaja Lombardi Cenciarelli, Sangue del suo sangue, Nottetempo, 2011, ISBN 9788874522842.
- Gaja Lombardi Cenciarelli, Pensiero stupendo nasce un poco strisciando, Lite-Editions, 2015, ISBN 9788866654186.
- Gaja Lombardi Cenciarelli, Roma (Tutto maiuscolo come sulle vecchie targhe), Ventizeronovanta, 2015, ISBN 9788890921773.
- Gaja Lombardi Cenciarelli, La nuda verità, Marsilio Editori, 2018, ISBN 9788831729895.
- Gaja Lombardi Cenciarelli, Domani interrogo, Marsilio Editori, 2022, ISBN 9788829706921.
- Gaja Lombardi Cenciarelli, A scuola non si muore, Marsilio Editori, 2024, ISBN 9788829720330.
- Gaja Lombardi Cenciarelli, Il brugattolo, Rizzoli, 2024, ISBN 9788817190008.

### Saggi
- Gaja Lombardi Cenciarelli, Extra omnes. L'infinita scomparsa di Emanuela Orlandi, Zona, 2006, ISBN 9788889702178.

### Traduzioni
- Richard Grant, Senza mai fermarsi. Viaggio con i nomadi americani, Neri Pozza Editore, 2003, ISBN 9788873059370.
- Charlotte Carter, Rhode Island Red, Neri Pozza Editore, 2004, ISBN 9788873059561.
- Tom Murphy, Il piacere della virtù, Le Lettere, 2004, ISBN 8871667069.
- Laura Kipnis, Contro l'amore, Giulio Einaudi Editore, 2005, ISBN 880617133X.
- Margo Lanagan, Black juice, Giano, 2006, ISBN 9788874200788.
- Thu Huong Duong, La valle dei sette innocenti, Edizioni e/o, 2005, ISBN 9788876416408.
- John Bemrose, Il prezzo della bellezza, Edizioni e/o, 2005, ISBN 9788876416767.
- Patrick Hamilton, Hangover Square, Edizioni e/o, 2006, ISBN 9788876416989.
- Min Jin Lee, Amori e pregiudizio, Giulio Einaudi Editore, 2006, ISBN 9788806189891.
- Kevin Brockmeier, La verità a proposito di Celia, Terre di Mezzo, 2006, ISBN 9788861891142.
- Jonathan Tel, L'alfabeto di Freud e la sua ultima paziente, l'Inghilterra, dalla A alla Z, Sartorio, 2007, ISBN 9788860090263.
- Peter Kocan, Un nuovo inizio, Edizioni e/o, 2007, ISBN 9788876418037.
- Art Linson, What Just Happened? Storie amare dal fronte di Hollywood, Edizioni e/o, 2007, ISBN 9788876417689.
- Spiro Zavos, L'arte del rugby, Giulio Einaudi Editore, 2007, ISBN 9788858414415.
- Sue Kaufman, Diario di una casalinga disperata, Giulio Einaudi Editore, 2007, ISBN 9788806183486.
- Michael Collins, Emerald Underground, Manifestolibri, 2007, ISBN 9788872854907.
- Brendan O'Carroll, Agnes Browne nonna, Neri Pozza Editore, 2009, ISBN 9788854502673.
- Brendan O'Carroll, I marmocchi di Agnes, Neri Pozza Editore, 2010, ISBN 9788854502864.
- Patricia Nell Warren, La sfida di Harlan, Fazi Editore, 2010, ISBN 9788864110882.
- Brendan O'Carroll, Agnes Browne mamma, Neri Pozza Editore, 2011, ISBN 9788854504875.
- Brendan O'Carroll, Birra e cazzotti, Neri Pozza Editore, 2011, ISBN 9788854505957.
- Regina O'Melveny, L'arte segreta dei rimedi del cuore, Sperling & Kupfer, 2012, ISBN 9788820052294.
- Desmond Hogan, L'ultima volta, Playground, 2012, ISBN 9788889113639.
- Tony O'Neill, Sick City, Playground, 2012, ISBN 9788889113615.
- Tony O'Neill, Black Neon, Playground, 2013, ISBN 9788889113714.
- Will Self, Ombrello, ISBN Edizioni, 2013, ISBN 9788876384950.
- Pam Jenoff, Il colore trasparente della notte, Mondolibro, 2013, ISBN 9788820053734.
- Edith Wharton, La casa della gioia, Neri Pozza Editore, 2014, ISBN 9788854508828.
- Robert Nathan, Così l'amore ritorna, Atlantide, 2017, ISBN 9788899591137.
- Robert Nathan, Clementine, Atlantide, 2017, ISBN 9788899591175.
- Robert Nathan, Nina, Atlantide, 2018, ISBN 9788899591267.
- Margaret Atwood, Fantasie di stupro, Racconti Edizioni, 2018, ISBN 9788899767198.
- Flannery O'Connor, Il cielo è dei violenti, minimum fax, 2020, ISBN 9788833891835.
- Dan Shapiro, Clessidra, Clichy, 2018, ISBN 9788867994298.
- Margaret Atwood, L'uovo di Barbablù, Racconti Edizioni, 2020, ISBN 9788899767501.
- Flannery O'Connor, Un brav'uomo è difficile da trovare, minimum fax, 2021, ISBN 9788833892306.
- Jesmyn Ward, Sotto la falce, NN Editore, 2021, ISBN 9791280284112.